# Джексон, Генри Мур
Генри Мур Джексон (англ. Henry Moore Jackson; 13 августа 1849, Гренада — 29 августа 1908, Тринидад и Тобаго) — британский колониальный администратор.

## Биография

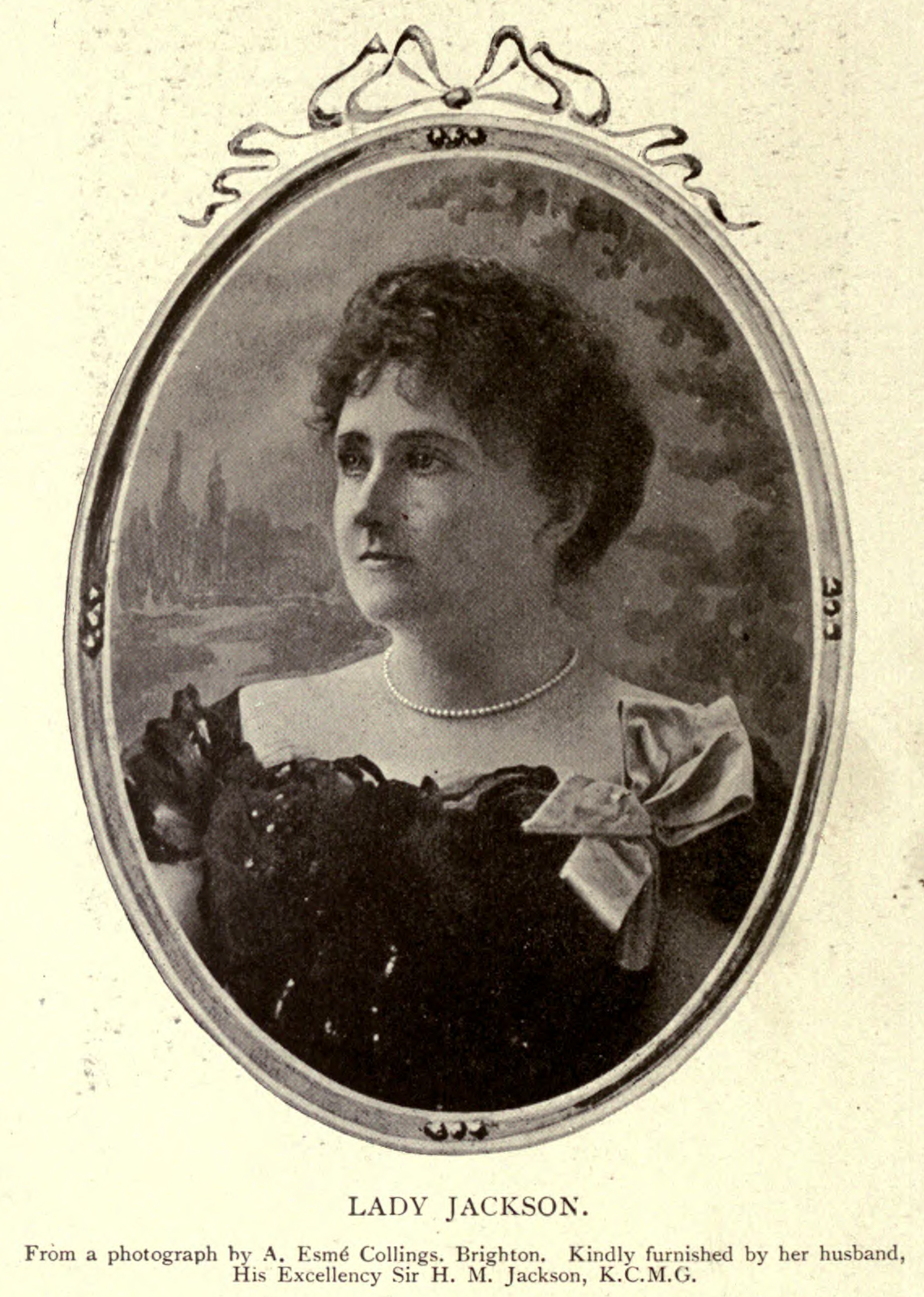
Эмили Джексон

Родился на Барбадосе в семье Уолронда Джексона, который затем работал англиканским епископом Антигуа, и Мэри Шепард. Получил образование в Англии в Клифтонском колледже и Королевской военной академии. После получения образования пошел служить в армию. С 1870 по 1885 год проходил службу в Королевской артиллерии, дослужившись до звания капитана. В 1880 году был также назначен комендантом полиции Сьерра-Леоне.
После окончания военной службы стал участвовать в управлении британскими колониями. С 1885 по 1890 год работал комиссаром островов Теркс и Кайкос, а затем секретарём колонии Багамских Островов с 1890 по 1893 год. В 1894 году был назначен секретарём колонии Гибралтар по 1901 год, где участвовал в реализации плана строительства новой гавани. В августе 1901 года был назначен губернатором Британских Подветренных островов, но его пребывание в должности было недолгим, поскольку в июне следующего года был назначен губернатором Фиджи и Верховным комиссаром Британских Западно-Тихоокеанских Территорий в сочетании с должностью Генеральный консул.
В сентябре 1902 года стал губернатором Фиджи и продвигал идею британского правления среди уроженцев Фиджи. Австралийские методисты протестовали против его назначения, поскольку он был католиком, что спровоцировало протесты на Фиджи. Затем работал губернатором Тринидада и Тобаго до своей смерти 29 августа 1908 года.
Имел несколько наград, в том числе: кавалер ордена Святых Михаила и Георгия в 1899 году, произведен в кавалеры Большого креста в 1908 году и членом Ордена Святого Григория Великого в 1904 году.
Скончался в Лондоне 29 августа 1908 года и был похоронен в церкви Святой Марии Магдалины в Мортлейке.

## Семья
В 1881 году женился на Эмили Ши, дочери сэра Эдварда Далтона Ши. Являлся отцом Бейсила Джексона, председателя British Petroleum. В 1880 году обратился в католицизм.